# جنيفر هوبكنز
جنيفر هوبكنز (بالإنجليزية: Jennifer Hopkins)‏ مواليد 10 فبراير 1981 في ميزوري، الولايات المتحدة، هي لاعبة كرة مضرب أمريكية سابقة بدأت مسيرتها كمحترفة سنة 1999 وكانت تلعب باليد اليمنى، اعتزلت اللعب في 2005. أعلى تصنيف لها في الفردي كان 52 وفي الزوجي كان 55.

## روابط خارجية
- جنيفر هوبكنز على موقع رابطة محترفات التنس (الإنجليزية)
- جنيفر هوبكنز على موقع الاتحاد الدولي لكرة المضرب (الإنجليزية)
- جنيفر هوبكنز على موقع خلاصة التنس.كوم (الإنجليزية)